# Медина (Минас-Жерайс)
Медина (порт. Medina) — муниципалитет в Бразилии, входит в штат Минас-Жерайс. Составная часть мезорегиона Жекитиньонья. Входит в экономико-статистический  микрорегион Педра-Азул. Население составляет 21 553 человека на 2006 год. Занимает площадь 1439,982 км². Плотность населения — 15,0 чел./км².

## История
Город основан 1 января 1939 года. 

## Статистика
- Валовой внутренний продукт на 2003 год составляет 57 140 220,00 реалов (данные: Бразильский институт географии и статистики).
- Валовой внутренний продукт на душу населения на 2003 год составляет 2646,24 реалов (данные: Бразильский институт географии и статистики).
- Индекс развития человеческого потенциала на 2000 год составляет 0,645 (данные: Программа развития ООН).